# Ллойд, Джейк
Джейк Мэттью Ллойд (англ. Jake Matthew Lloyd; род. 5 марта 1989, Форт-Коллинс) — американский бывший ребёнок-актёр. Наиболее известен по роли юного Энакина Скайуокера в фильме «Звёздные войны. Эпизод I: Скрытая угроза».

## Биография
Джейк Мэттью Ллойд родился 5 марта 1989 года в Форт-Коллинсе, штат Колорадо, США. Отец — Уильям Ллойд, мать — Лиза Райли, сестра — Мэдисон. Джейк учился в средней школе Кармель, затем в Колумбийском колледже в Чикаго.
С 1995 по 1999 год часто снимался в рекламе, в том числе для компаний «Ford», «Kmart», «Пепси», «Jeep».
Дебютировал в кино в 1996 году. Снимался в сериалах «Скорая помощь» и «Притворщик», в фильмах «Срывая звёзды», «Подарок на Рождество» (где он сыграл сына героя Арнольда Шварценеггера) и других. Наиболее известен по роли Энакина Скайуокера в фильме «Звёздные войны. Эпизод I: Скрытая угроза». Занимался озвучиванием семи игр по мотивам «Звёздных войн».
В 2001 году завершил актёрскую карьеру, объясняя это тем, что роль Энакина Скайуокера разрушила его карьеру и измотала многочисленными интервью. Периодически появляется в качестве гостя на фестивалях научно-фантастических фильмов. Какое-то время Ллойд учился в Колумбийском Колледже Чикаго, где изучал кино и психологию.
17 июня 2015 года Джейк Ллойд был задержан полицейскими за превышение скорости при вождении автомобиля, которому предшествовала погоня. Актёр обвинялся сразу в нескольких правонарушениях. Ему были предъявлены обвинения в превышении скорости, вождении без прав, проезде на красный сигнал и сопротивление при аресте. При этом сам актёр попал в аварию, но телесных повреждений не получил. Его мать, Лиза, заявила, что Ллойд страдает от шизофрении, и эта погоня явилась результатом того, что он отказывался принимать лекарства, и у него случился срыв. Она также заявила, что Ллойд напал на неё в её доме в Индианаполисе 26 марта 2015 года, когда находился в состоянии аффекта из-за своей болезни. В апреле 2016 года был переведён в психиатрическую больницу после того, как ему был поставлен диагноз «параноидная шизофрения».

## Фильмография
| Год       |    | Русское название                          | Оригинальное название                     | Роль                          |
| --------- | -- | ----------------------------------------- | ----------------------------------------- | ----------------------------- |
| 1996      | с  | Скорая помощь                             | ER                                        | Джимми Свит                   |
| 1996—1999 | с  | Притворщик                                | The Pretender                             | Анжело/Тимми/Ронни            |
| 1996      | ф  | Срывая звёзды                             | Unhook the Stars                          | Джейк «Джей Джей» Уоррен      |
| 1996      | ф  | Подарок на Рождество                      | Jingle all the Way                        | Джейми Лэнгстон               |
| 1996      | тф | Аполлон 11                                | Apollo 11                                 | Марк Армстронг                |
| 1998      | тф | Хозяин                                    | Host                                      | Джек                          |
| 1999      | ки | Star Wars: Episode I - The Phantom Menace | Star Wars: Episode I - The Phantom Menace | Энакин Скайуокер, озвучивание |
| 1999      | ф  | Звёздные войны. Эпизод I: Скрытая угроза  | Star Wars Episode I: The Phantom Menace   | Энакин Скайуокер              |
| 2000      | ки | Star Wars Episode I: Racer                | Star Wars: Episode I - Racer              | Энакин Скайуокер, озвучивание |
| 2000      | ки | Star Wars Episode I: Jedi Power Battles   | Star Wars: Episode I - Jedi Power Battles | Энакин Скайуокер, озвучивание |
| 2001      | ки | Star Wars: Super Bombad Racing            | Star Wars: Super Bombad Racing            | Энакин Скайуокер, озвучивание |
| 2002      | ки | Star Wars: Galactic Battlegrounds         | Star Wars: Galactic Battlegrounds         | Энакин Скайуокер, озвучивание |
| 2002      | ки | Star Wars: Racer Revenge                  | Star Wars: Racer Revenge                  | Энакин Скайуокер, озвучивание |
| 2005      | ф  | Мэдисон                                   | Madison                                   | Майк Маккормик                |

## Номинации и награды
| Год  | Награда                          | Категория                                                    | Работа                                   | Результат |
| ---- | -------------------------------- | ------------------------------------------------------------ | ---------------------------------------- | --------- |
| 1997 | Молодой актёр                    | Лучший актёр художественного фильма младше 10 лет            | Срывая звёзды                            | Номинация |
| 1999 | YoungStar Award                  | Лучший молодой актёр в драматическом фильме                  | Звёздные войны. Эпизод I: Скрытая угроза | Номинация |
| 2000 | Сатурн                           | Лучший молодой актёр или актриса                             | Звёздные войны. Эпизод I: Скрытая угроза | Номинация |
| 2000 | Blockbuster Entertainment Awards | Лучший актёр второго плана в жанре боевик/научная фантастика | Звёздные войны. Эпизод I: Скрытая угроза | Номинация |
| 2000 | Золотая малина                   | Худший актёрский дуэт                                        | Звёздные войны. Эпизод I: Скрытая угроза | Номинация |
| 2000 | Золотая малина                   | Худший актёр второго плана                                   | Звёздные войны. Эпизод I: Скрытая угроза | Номинация |
| 2000 | Молодой актёр                    | Лучший актёр художественного фильма младше 10 лет            | Звёздные войны. Эпизод I: Скрытая угроза | Победа    |